# 보체성분 1

고전적 경로와 대체 경로의 모식도

보체성분 1(補體成分一, 영어: complement component 1, C1) 또는 C1 복합체(영어: C1 complex)는 보체계에 관여하는 단백질 복합체이다. 보체성분 1은 고전적 경로의 첫 번째 구성 성분이며, 하위 구성 성분인 C1q, C1r, C1s로 구성된다.

## 구조
C1 복합체는 약 790 kDa이며 C1q 분자 1개, C1r 분자 2개, C1s 분자 2개로 구성되며, C1qr2s2로 나타내기도 한다.

## 기능
C1 복합체가 활성화되면 고전적 경로가 시작된다. 이는 C1q가 항원-항체 복합체에 결합할 때 일어난다. 항원과 복합체를 이룬 항체 IgM이나 특정 IgG 하위 클래스는 보체계를 개시할 수 있다. 단일 5량체 IgM이 경로를 개시할 수 있는 반면, 단량체 IgG 분자는 여러 개가 필요하다. C1q는 다른 방식으로도 활성화될 수 있는데, 예를 들어 C-반응성 단백질과 같은 펜트락신에 결합하거나 병원체 표면에 직접 결합하는 것이다.
C1q의 이러한 결합은 C1q 분자의 입체구조적 변화를 초래하고, 이로 인해 관련된 C1r 분자가 활성화된다. 활성화된 C1r은 C1s 분자를 분해하여 활성화된다. 활성화된 C1s는 C4를 분리한 다음 C2를 분리하여 C4a, C4b, C2a, C2b를 생성한다. 고전적 경로의 C3-전환효소(C4bC2b 복합체)가 생성되어 C3의 절단을 촉진한다.

## 같이 보기
- 보체계
- 보체성분 2

## 더 읽을거리
- Deciphering the fine details of C1 assembly and activation mechanisms: “mission impossible”?